# Kanayama Heizō

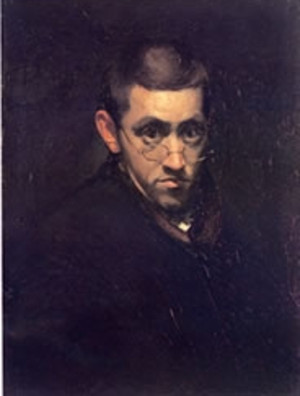
Selbstbildnis 1909

Kanayama Heizō (japanisch 金山 平三; geb. 18. Dezember 1883 in Kōbe; gest. 15. Juli 1964) war ein japanischer Maler im Yōga-Stil der Taishō- und Shōwa-Zeit.

## Leben und Werk

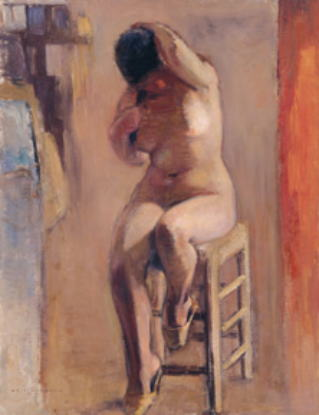
Akt

Kanayama schloss 1909 seine Ausbildung an der Tōkyō Bijutsu Gakkō (Vorläufereinrichtung der Tōkyō Geijutsu Daigaku) im Fach „Westliche Malerei“ (Yōga) ab. Er schrieb sich in einen Aufbaukursus ein, verließ aber die Schule 1911. Im folgenden Jahr ging Kanayama nach Europa und blieb dort bis 1905.
Nach seiner Rückkehr zeigte er Bilder auf der Ausstellung des Kultusministeriums. Zwei seiner Werke wurden während dieser Zeit mit Preisen ausgezeichnet: „Inlandsee im Sommer“ (夏の内海, Natsu no Naikai) im Jahr 1915 und „Schlittschuhlaufen auf dem Eis“ (氷滑り, Kōri suberi) im folgenden Jahr.
1919 wurde Kanayama Lehrer an der „Höheren Schule für Mädchen Tōkyō“ (heute Tōkyō joshi gakuen). Nach der ersten Teiten-Ausstellung, die im selben Jahr stattgefunden hatte, wurde er dort Juror. Als  die Akademie der Künste umorganisiert wurde, zog er sich 1935 aus dem Ausstellungsbetrieb zurück. 1944 wurde er zum Hofkünstler (帝室芸妓員, Teishitsu gigei-in) ernannt.
Nach dem Ende des Pazifikkriegs wurde Kanayama Juror für die Nachfolgeausstellung der Teiten, nun „Nitten“ (Nihon bijutsu tenrankai) genannt. Aber er zog sich wieder bald zurück und zeigte seine Werke fortan auf privaten Ausstellungen. 1956 veranstaltete die Kaufhauskette Takashimaya in Tōkyō eine Retrospektive. 1957 wurde er Mitglied der Akademie der schönen Künste.
Kanayamas Geburtsstadt Kōbe richtete für ihn innerhalb des Kunstmuseums der Präfektur Hyōgo einen Raum ein, in dem ständig Bilder von ihm zu sehen sind. Neben den bereits genannten Werken geben die folgenden einen Überblick über sein Schaffen: „Unter dem Apfelbaum (Bretagne)“ (林檎の下（ブルターニュ）, Ringo no shita (Burutānyu); 1915);  „Chrysanthemen“ (菊, Kiku; 1928), „Schlittschuhbahn von Shimosuwa“ (下諏訪のリンク, Shimosuwa no rinku; 1922), „Nach dem Regen“ (雨の後, Ame o nochi; 1957) und „Drachensteigen“ (凧揚げ, Tako-age; 1957 bis 1960).

## Bilder

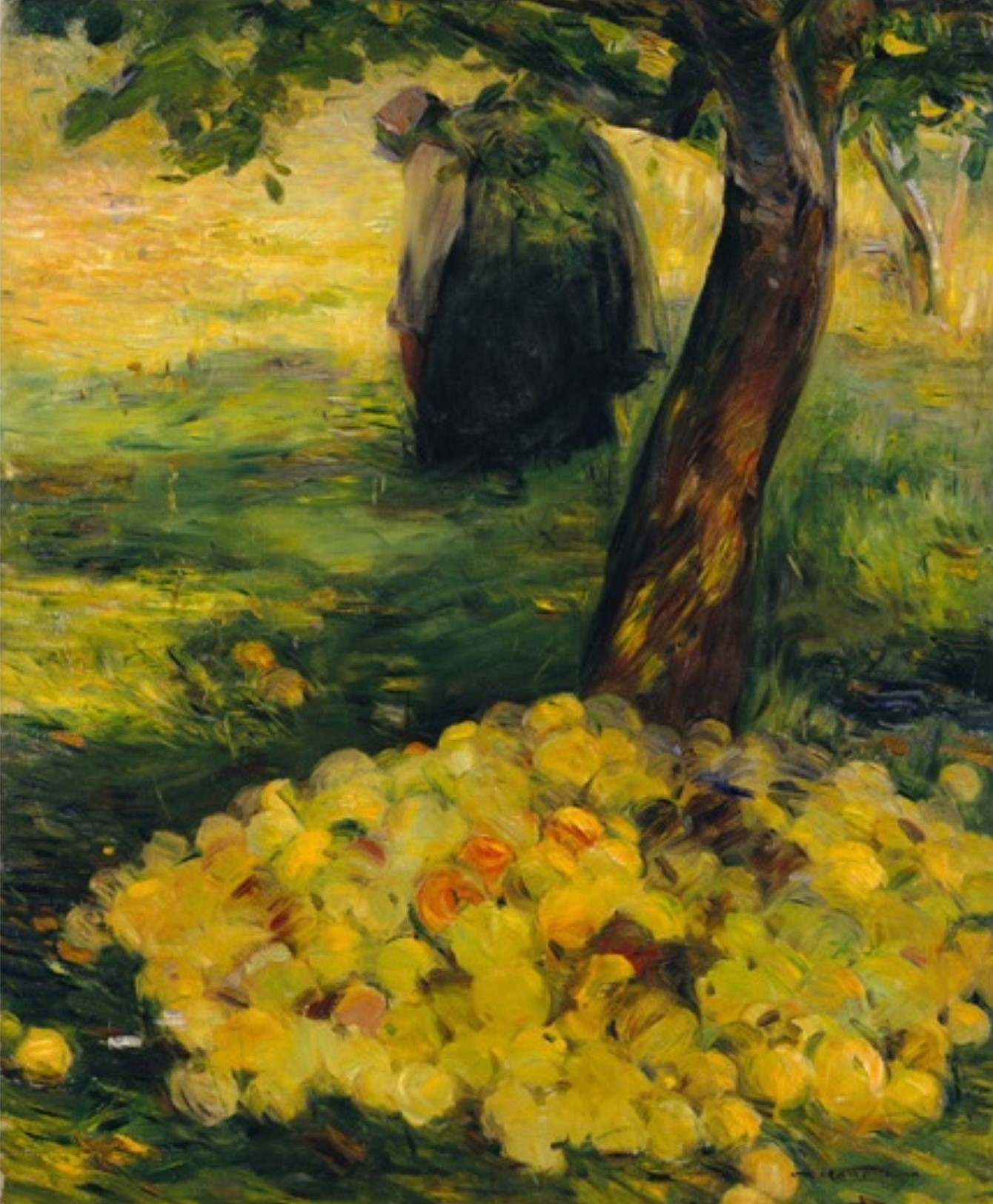
Unter dem Apfelbaum, 1915
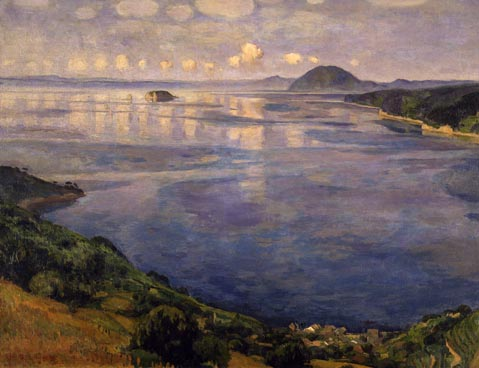
Sommer an der Inlandsee, 1916
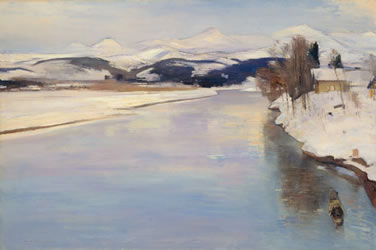
Am Mogami-Fluss, 1948
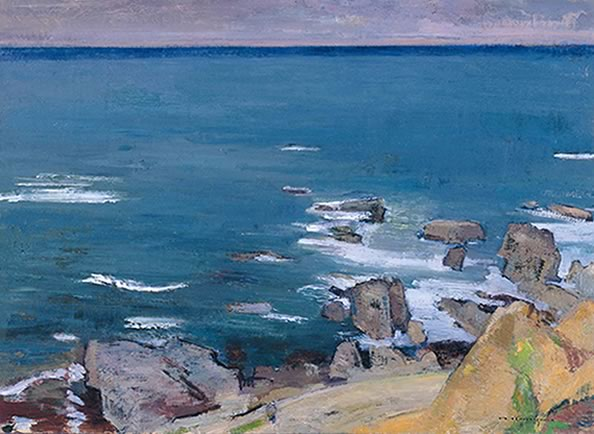
Am Meer, 1945 bis 1956
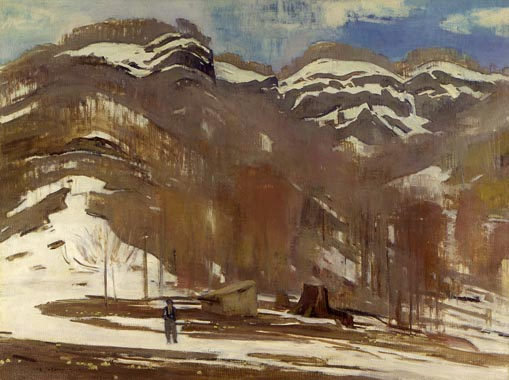
April in Wainai, 1956[A 2]
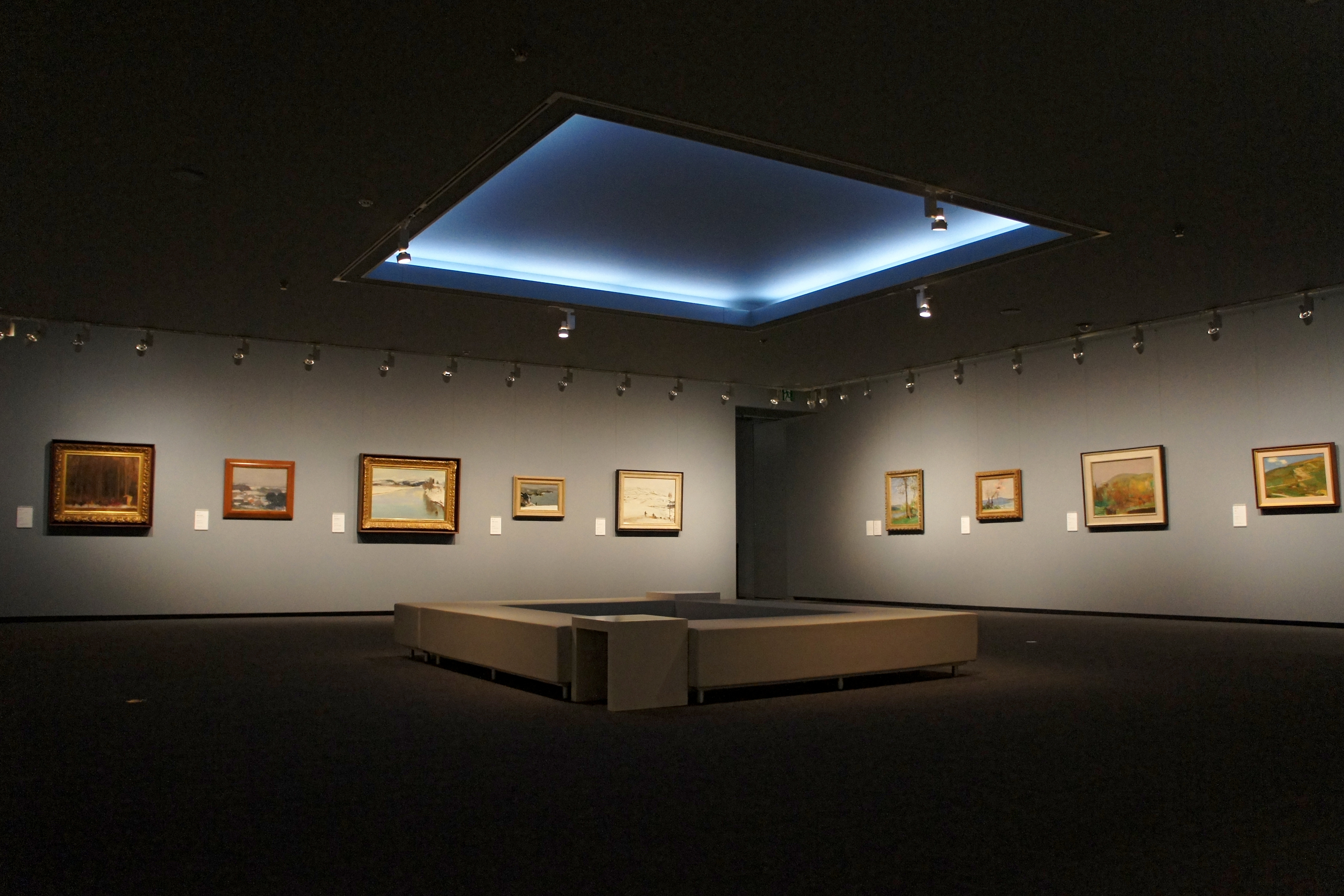
Ständige Ausstellung[A 3]